# Francisco Escalante Molina
Francisco Escalante Molina est un prélat catholique vénézuélien, nonce apostolique en Haïti depuis 2021.

## Origine et formations
Il est né à La Grita dans l’état de Táchira, situé à l’ouest du Venezuela le 29 janvier 1965. Scolarisé dans l’enseignement primaire à Jáuregui, il devint après élève au séminaire Saint-Thomas d’Aquin de Palmira où il obtint son Bachillerato et étudia la philosophie et la théologie. Il a obtenu une licence en théologie auprès de Institut universitaire Saint-Thomas d'Aquin (es), une licence en théologie biblique à l’Université de Navarre.

## Prêtre
Il fut ordonné prêtre le 26 août 1989 par Marco Tulio Ramírez Roa (es) et incardiné dans le diocèse de San Cristóbal de Venezuela pour lequel il exerça diverses responsabilités parmi lesquelles vicaire paroissal,. Ancien élève (promotion 1995) de l’Académie pontificale ecclésiastique et docteur en droit canonique de l’Université pontificale du Latran, il entra au service diplomatique du Saint-Siège le 13 juin 1998 où il fut successivement affecté aux représentations diplomatiques du Saint-Siège auprès du Soudan (en), du Ghana (en), de Malte, du Nicaragua (en), et du Japon (en) avant d’être, le 1er juillet 2012, transféré à la nonciature de Slovénie,. Il a été honoré du titre de chapelain de Sa Sainteté le 8 juin 2001 par Jean-Paul II, puis de prélat d’honneur de Sa Sainteté le 13 juin 2008 par Benoît XVI.

## Nonce apostolique
Le 19 mars 2016, il est nommé nonce apostolique au Congo avec le titre d’archevêque titulaire de Gratiana (de). Il est de plus nommé nonce au Gabon (en) le 21 mai suivant puis consacré une semaine après par Aldo Giordano, le nonce apostolique au Venezuela, assisté de Mario Moronta (es), évêque de San Cristóbal où il est incardiné et José Trinidad Fernández Angulo (de), évêque auxiliaire de l’archidiocèse de Caracas,.
Il devient nonce apostolique en Haïti le 6 juin 2021 puis est transféré comme nonce apostolique au Japon (en) le 25 janvier 2024.

## Succession apostolique
Francisco Escalante Molina a ordonné les évêques suivants :
- Évêque Daniel Franck Nzika (2020)